# Євгеній (Шерешило)
Єпископ Євгеній (в миру Микола Шершило, Шерешило, Шершилов, Шерешилов; 13 жовтня (25 квітня) 1826, Чернігів —  22 березня 1897, Київ) — український і білоруський релігійний діяч. Археолог, бібліофіл, освітній діяч. Ректор Литовської духовної семінарії та настоятель Вільнюського Свято-Троїцького монастиря. Керував багатьма православними єпархіями в Білорусі та Росії.
Єпископ Російської православної церкви (безпатріаршої).

## Життєпис
Народився в родині соборного диякона у Чернігові.
У 6 років залишився без батька, через два роки померла мати і сестра.
Опіку над ним взяв професор Київської духовної академії Я. К. Амфітеатров.
1853 року — закінчив Київську духовну академію зі ступенем магістра богослов'я.
У тому ж році 5 червня пострижений в чернецтво і призначений викладачем Київської духовної семінарії.
1858 року — інспектор Ярославської духовної семінарії.
1861 року — ректор Чернігівської духовної семінарії в сані архімандрита.
11 грудня 1868 року — ректор Литовської духовної семінарії та настоятель Віленського Свято-Троїцького монастиря.
9 березня 1870 року — хіротонія на єпископа Брестського, вікарія Литовської єпархії.
10 лютого 1875 року — єпископ Ковенський, вікарій тієї ж єпархії.
16 травня 1877 року — єпископ Мінський і Турівський.
26 липня 1880 року — єпископ Астраханський і Єнотаєвський.
В Астрахані збудував єпархіальне училище, заснував єпархіальну бібліотеку, книжковий склад, відкрив братство боротьби з розколом та сектами.
16 грудня 1889 року — єпископ Ставропольський і Катеринодарський.
У Ставрополі створив свічний завод, притулок для бідних дітей, богодільню для старих, відкрив посади двох єпархіальних місіонерів, збудував архієрейський будинок.
Відкрив багато нових парафій, збільшив штати духовенства, відкрив сотні церковно-парафіяльних шкіл. Був почесним членом Богоявленського братства та Церковно-Археологічного Товариства.
17 липня 1893 року — єпископ Могилевський і Мстиславський.
У Могилеві вже потребував лікування. У 1895 з колом прихильників відсвяткував 25-річчя служіння в сані єпископа. На святкуванні були кавказці, мінчани, астраханці та могильовці.
10 серпня 1896 року — звільнений на покій, перебував у Херсонському монастирі Таврійської єпархії.
Помер 22 березня 1897 року.